# Ace of Base
Ace of Base ist eine schwedische Eurodance-Pop-Band aus Göteborg, die in den 1990er Jahren weltweit erfolgreich in den Charts war. Zu ihren bekanntesten Hits gehören unter anderem die Nummer-eins-Hits All That She Wants und The Sign.

## Geschichte

### Ursprünge
Hauptinitiator der Gründung von Ace of Base war Jonas Berggren. Er hatte einige Jahre in einer Band namens G Konrad mitgearbeitet und anschließend 1987 mit zwei Freunden eine von The KLF inspirierte Techno-Band gegründet. Die Band wechselte mehrfach ihren Namen und hatte keinen internationalen Erfolg. Für diese Techno-Band konnte er seine beiden Schwestern Malin und Jenny als Sängerinnen gewinnen. Die Band zerfiel mit dem Weggang der beiden Freunde. Jonas Berggren gewann seine beiden Schwestern und seinen Freund Ulf Ekberg für einen Neustart; damit war das Quartett vollständig, das sich 1990 als Ace of Base formierte. 
Ekberg war vorher unter anderem bei der Neonazi-Band Commit Suiside [sic] tätig gewesen; Bilder aus der Zeit zeigen ihn mit Hitlergruß und einem NS-Parteiadler auf dem T-Shirt. Er war zu dieser Zeit auch Mitglied der rechtspopulistischen Partei Sverigedemokraterna. Ekberg hat sich nach eigenen Angaben wiederholt von diesem Abschnitt seines Lebens distanziert und sein Bedauern darüber ausgedrückt.
Die Karriere von Ace of Base begann 1991, als das Plattenlabel Mega Records die Band unter Vertrag nahm. Mitte 1992 erschien als erste Single Wheel of Fortune; sie erreichte in Skandinavien die Hitparaden. Daraufhin erhielt die Band einen europaweiten Plattenvertrag bei Metronome Records.

### 1992 bis 1999: Erfolge
Ende 1992 erschien die Single All That She Wants. Sie wurde in zehn europäischen Ländern ein Verkaufserfolg, belegte in Deutschland acht Wochen und in Großbritannien drei Wochen die Spitze der Charts. Auch das im Frühjahr 1993 veröffentlichte Debütalbum Happy Nation erreichte Spitzenpositionen in den Hitparaden. All That She Wants wurde daraufhin von der deutschen Punkrockband WIZO und der ebenfalls deutschen Rockband Knorkator gecovert.
Mit einiger Verzögerung gelang der Band auch der Durchbruch in den USA. In den Billboard-Charts stieg All That She Wants bis auf Platz zwei. Ihr Debütalbum wurde dort Ende 1993 mit vier zusätzlichen Songs unter dem Titel The Sign veröffentlicht. Der Titelsong des Albums erreichte im März 1994 die Spitze der US-amerikanischen Charts und hatte den Platz sechs Wochen lang inne.
In diesem Jahr wurde Ace of Base für drei Grammys nominiert. Von ihrem Debütalbum wurden weltweit 24 Mio. Kopien verkauft, allein in den USA waren es über neun Millionen Exemplare. Damit wurde Happy Nation / The Sign zum bis dahin bestverkauften Debütalbum und schaffte 1995 den Eintrag ins Guinness-Buch der Rekorde.
Ihre drei Lieder All That She Wants, The Sign und Don’t Turn Around standen 1993/94 insgesamt 48 Wochen hintereinander in den Billboard-Top-Ten. Damit gelang ihnen ein Rekord, der erst 2011 von Katy Perry gebrochen wurde, die mit ihren Liedern ein ganzes Jahr ohne Unterbrechung in den Top Ten vertreten war.
In der Nacht zum 27. April 1994 wurden Jenny Berggren und ihre Mutter von einem weiblichen, offenbar psychisch kranken deutschen Fan in ihrem Haus in Göteborg attackiert und mit einem Messer verletzt. Das Ereignis verarbeitete Jenny Berggren im Song Ravine, der auf dem Album The Bridge enthalten ist.
Das zweite Album The Bridge erschien im Herbst 1995. Lucky Love, die erste Single, wurde bei den Göteborger Leichtathletik-Weltmeisterschaften uraufgeführt. Die Platte verkaufte sich weltweit ca. 5 Millionen Mal. Daraus veröffentlicht wurden ebenfalls die Singles Beautiful Life und Never Gonna Say I’m Sorry. Auch mit The Bridge erreichte die Band in den USA und in einigen anderen Ländern Platinstatus.
Im Frühjahr 1998 wurde das dritte Album Flowers veröffentlicht. Vorab ausgekoppelt wurde die Single Life Is a Flower, die in vielen Ländern die Top Ten erreichen konnte. Auf diesem Album befindet sich auch Cruel Summer, eine Coverversion des im Sommer 1983 veröffentlichten Hits von Bananarama. Die Single war erneut ein großer Erfolg für Ace of Base in den USA, wo sie Platz zehn in den Billboard-Charts erreichte. Die nächsten Singleauskopplungen waren Ende 1998 bzw. Anfang 1999 Always Have, Always Will und Everytime It Rains, welche beide in den britischen Charts unter die Top 20 kamen. Von Flowers konnte die Band weltweit mehr als zwei Millionen Exemplare absetzen.
Malin Berggren, die damalige Hauptsängerin der Band, zog sich ab diesem Zeitpunkt aus der Öffentlichkeit zurück und ihre Schwester Jenny wurde zur alleinigen Frontfrau.
Im Herbst 1999 erreichten Ace of Base mit C’est la vie Platz 1 der spanischen Singlecharts, die Nachfolgesingle Hallo Hallo kam auf Platz 21 in Spanien und 11 in Finnland. Beide Titel stammen vom Ende 1999 erschienenen Compilation-Album Singles of the 90s.

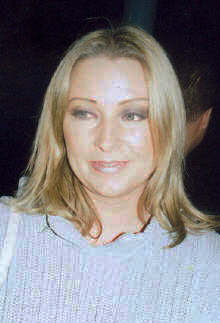
Malin Berggren (2003)
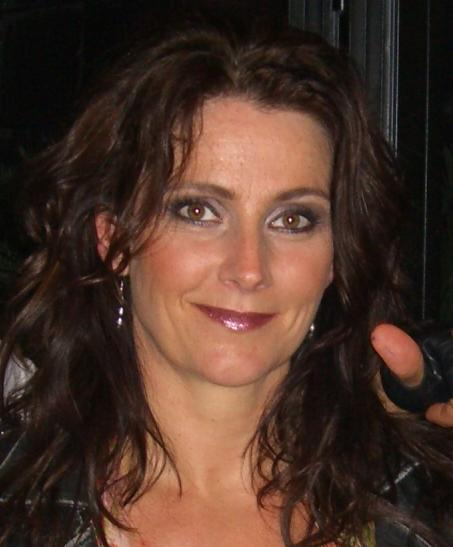
Jenny Berggren (2008)
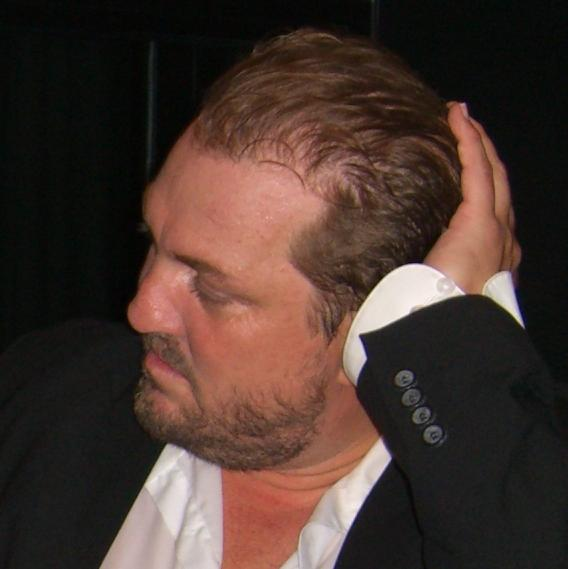
Jonas Berggren (2008)
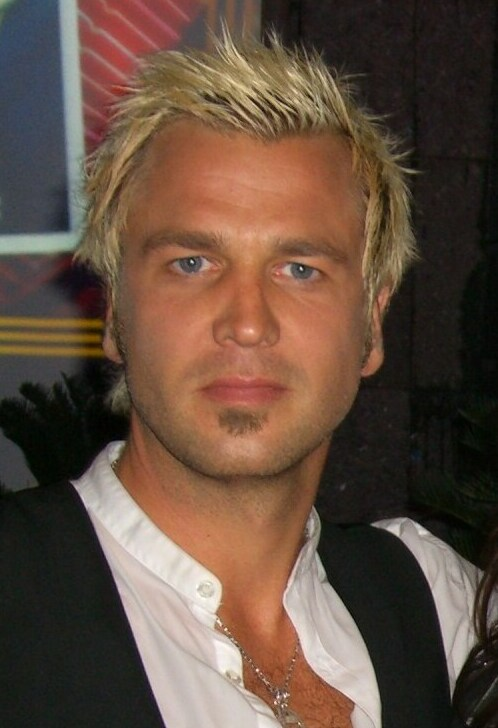
Ulf Ekberg (2008)

### 2002 bis 2009: Comeback und Trennung
Nach einer längeren Pause von vier Jahren erschien im Herbst 2002 das vierte Studioalbum Da Capo, mit dem die Gruppe Charterfolge in Asien – das Album erreichte den Platz 10 in Japan – feiern konnte. Auf die Debütsingle Beautiful Morning (Platz 14 in Schweden) folgte die zeitkritische Ballade The Juvenile (nur in Deutschland veröffentlicht) und Unspeakable (Platz 45 in Schweden) im typischen Stil der vier Skandinavier.
Im Oktober/November 2005 gab es nach langer Zeit erstmals wieder Live-Auftritte von Ace of Base, unter anderem im Rahmen der Night of the Proms in Antwerpen. Allerdings trat die Band ohne Malin Berggren auf.

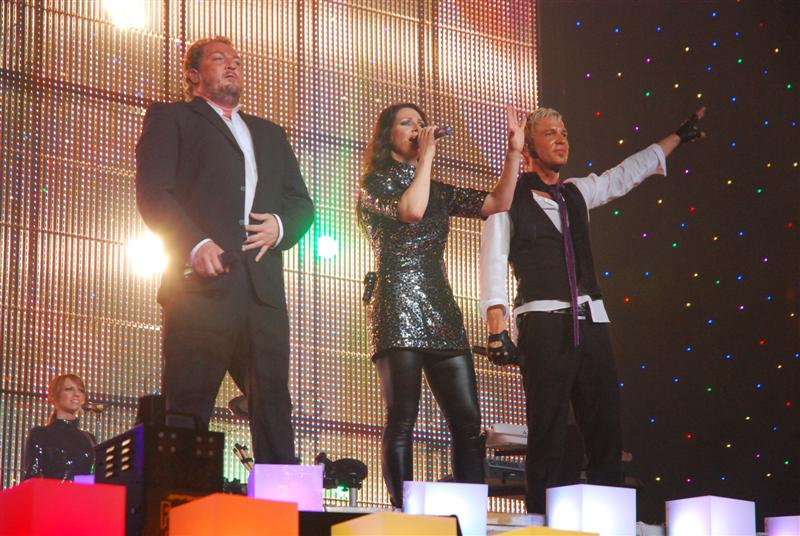
Ace of Base bei der Europatournee 2007

Seit November 2007 gaben Ace of Base in Nord- und Osteuropa sowie in Asien Konzerte. Es war die erste Tour der Band seit vielen Jahren; diese fand erstmals ohne Malin Berggren statt. Am 3. Dezember 2007 wurde bekannt, dass sie die Band endgültig verlassen hatte.
Im Oktober 2008 veröffentlichten Ace of Base ein Remake ihrer ersten Single Wheel Of Fortune als neu eingesungene Version (Wheel Of Fortune 2009). Kurz darauf folgte am 14. November ein Greatest-Hits-Album, welches in zwei Versionen für den deutschen Markt herausgegeben wurde: Version 1 des Albums ist ein normales Greatest-Hits-Album, Version 2 trägt den Untertitel „Classic Remixes“. Auf diesem sind viele bisher unveröffentlichte Remixes ihrer größten Hits veröffentlicht.
Am 21. August 2009 veröffentlichte der italienische DJ Rico Bernasconi in Zusammenarbeit mit Ace of Base als „Rico Bernasconi vs. Ace of Base“ seine Neuauflage des Hits Cruel Summer aus dem Jahr 1998. Die Gesangsparts von Jenny Berggren wurden beibehalten.
Am 30. November 2009 gab Jenny Berggren auf ihrem Twitter-Account den Ausstieg aus der Band bekannt. Sie äußerte dort auch ihr Bedauern darüber, dass es Ace of Base in der Zeit nach Malins Ausstieg nicht geschafft hätte, ein neues Album zu produzieren. Sie jedoch wolle Musik machen, die jeder hören könne, und sähe deshalb keine andere Möglichkeit, als den Weg der Solokünstlerin zu gehen. Sie wünschte ihrem Bruder und dem gemeinsamen Freund Ulf Ekberg Glück für die weitere Zukunft mit Ace of Base. Berggren und Ekberg kündigten daraufhin an, die Band mit zwei neuen Sängerinnen, Clara Hagman und Julia Williamson, fortführen zu wollen.
Im Oktober 2010 gab Jenny Berggren in einem Interview mit der schwedischen Zeitung Aftonbladet an, sie habe die Band nie verlassen wollen. Vielmehr sei sie von den anderen Bandmitgliedern ausgeschlossen worden, was zu Spannungen zwischen dem vorigen Trio geführt habe.

### Seit 2010: Neuanfang

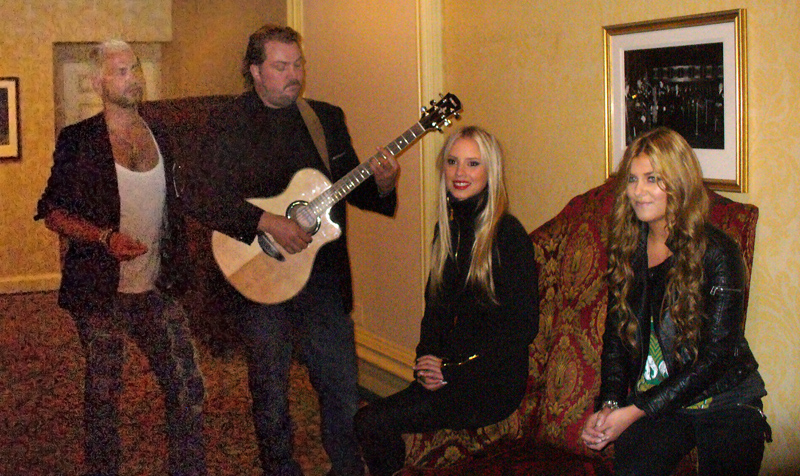
Ace of Base im Jahr 2010
(von links nach rechts: Ulf Ekberg, Jonas Berggren, Julia Williamson und Clara Hagman)

Im Juli 2010 gaben Berggren und Ekberg die Veröffentlichung einer neuen Single und eines neuen Albums bekannt. Kurz danach wurde eine Hörprobe der ersten neu komponierten Single seit 2003 mit dem Titel All for you auf der Facebook-Seite der Band und auf ihrer Website veröffentlicht.
Am 10. September 2010 wurde die Single veröffentlicht. Das Album The Golden Ratio folgte zwei Wochen später und stieg in die deutschen Albumcharts auf Platz 20 ein.
Am 22. Juli 2014 erschien eine Neuauflage ihres ersten Nummer-eins-Hits All That She Wants in zehn neuen Remixen ausschließlich als Download. 
Am 29. Oktober 2014 gaben Ace of Base auf ihrer Facebook-Seite bekannt, dass neues Material unter dem Titel Hidden Gems zu Jahresbeginn 2015 veröffentlicht wird. Dazu gab die Gruppe ebenfalls bekannt, dass Remaster-Alben mit zusätzlichem Material folgen würden.
Zeitgleich zur Ankündigung des neuen Albums, das physisch auf CD und LP erhältlich sein soll, wurde bekannt, dass Ace of Base nun von einer neuen Band gecovert werden. Im Zeichen der A*Teens, die Anfang der 2000er die ABBA-Generation neu einläuteten, wurde nun Ace of Base von der Band A*Base gecovert. Die erste Single der Schwedischen Teenieband, Never Gonna Say I’m Sorry, wurde am 14. November 2014 als Download-Version veröffentlicht und landete auf der Downloadplattform DigiListan auf Platz 1.
Im Dezember 2014 und im Januar 2015 wurden alle Studioalben außer The Golden Ratio in einer Remastered Version digital veröffentlicht. Jedes dieser Alben beinhaltet zudem noch einen Demo-Song oder einen B-Seite-Track. Den Anfang machte die Neuauflage des Albums Happy Nation, welches den Bonustrack Moogoperator enthielt.
Am 6. März 2015 erschien das Album Hidden Gems, das ausschließlich aus unveröffentlichten Songs oder B-Seiten-Tracks bestand. Would You Believe wurde als Vorab-Track am 27. Februar 2015 digital veröffentlicht.
Im Oktober 2015 gab Ekberg in einem Interview an, er halte eine Wiedervereinigung von Ace of Base ohne Malin Berggren, da diese kein Interesse an einer Rückkehr in die Musikszene habe, nicht für unmöglich, allerdings äußerte Jenny Berggren im Juli 2016, dass es trotz gemeinsamer familiärer Zukunftspläne keine Wiedervereinigung der Band geben werde.

## Einfluss
Viele Musiker und Sänger bezeichnen Ace of Base als großen Einfluss auf ihre eigene Karriere: Lady Gaga erklärte, dass ihr Album The Fame Monster, mit Liedern wie Alejandro, von „großartigen Pop-Melodien der 90er“ von Künstlern wie Ace of Base beeinflusst war. Das Lied Eh, Eh (Nothing Else I Can Say) von The Fame verglichen einige Kritiker ebenfalls mit den Liedern von Ace of Base. Die schwedische Sängerin Robyn nutzte Ace of Base als Inspiration für ihren Song Dancehall Queen, der auf ihrem Album Body Talk Pt. 1 enthalten ist.
Katy Perry erklärte, der Nachfolger von One of the Boys solle klingen wie The Sign. „Es ist Rollerskating. Es sind die Neunziger. Es ist Ace Of Base. Es ist Cyndi Lauper. Es ist bunt und noch viel, viel mehr.“
Auch die britische Popgruppe Steps ließ sich auf ihrem dritten Album Buzz von den frühen Alben von Ace of Base inspirieren.
Ace of Base erklärten auch in einigen Interviews, dass sie sich selbst geehrt fühlten, dass Stars wie Lady Gaga und Katy Perry von ihnen beeinflusst worden seien.

## Diskografie
Studioalben

| Jahr | Titel Musiklabel                                                                                    | Höchstplatzierung, Gesamtwochen, AuszeichnungChartplatzierungen (Jahr, Titel, Musiklabel, Platzierungen, Wochen, Auszeichnungen, Anmerkungen) | Höchstplatzierung, Gesamtwochen, AuszeichnungChartplatzierungen (Jahr, Titel, Musiklabel, Platzierungen, Wochen, Auszeichnungen, Anmerkungen) | Höchstplatzierung, Gesamtwochen, AuszeichnungChartplatzierungen (Jahr, Titel, Musiklabel, Platzierungen, Wochen, Auszeichnungen, Anmerkungen) | Höchstplatzierung, Gesamtwochen, AuszeichnungChartplatzierungen (Jahr, Titel, Musiklabel, Platzierungen, Wochen, Auszeichnungen, Anmerkungen) | Höchstplatzierung, Gesamtwochen, AuszeichnungChartplatzierungen (Jahr, Titel, Musiklabel, Platzierungen, Wochen, Auszeichnungen, Anmerkungen) | Höchstplatzierung, Gesamtwochen, AuszeichnungChartplatzierungen (Jahr, Titel, Musiklabel, Platzierungen, Wochen, Auszeichnungen, Anmerkungen) | Anmerkungen                                                  |
| Jahr | Titel Musiklabel                                                                                    | DE | AT | CH | UK | US | SE | Anmerkungen                                                  |
| ---- | --------------------------------------------------------------------------------------------------- | --- | --- | --- | --- | --- | --- | ------------------------------------------------------------ |
| 1992 | Happy Nation auch bekannt als: Happy Nation (US-Version) oder The Sign Metronome Records (Polygram) | DE1 ×3Dreifachplatin · (82 Wo.)DE | AT3 Gold (US-Version) + Platin · (54 Wo.)AT                                                                                                   | CH2 Platin (US-Version) + Platin · (68 Wo.)CH                                                                                                 | UK1 ×2Doppelplatin · (44 Wo.)UK | US1 ×9Neunfachplatin · (102 Wo.)US | SE3 (54 Wo.)SE | Erstveröffentlichung: Dezember 1992 Verkäufe: + 25.000.000   |
| 1995 | The Bridge Metronome Records (Polygram)                                                             | DE8 Gold · (30 Wo.)DE | AT10 (16 Wo.)AT | CH4 Platin · (28 Wo.)CH | UK66 (7 Wo.)UK | US29 Platin · (29 Wo.)US | SE1 Platin · (26 Wo.)SE | Erstveröffentlichung: 27. Oktober 1995 Verkäufe: + 5.000.000 |
| 1998 | Flowers auch bekannt als: Cruel Summer Polydor (Polygram)                                           | DE3 (15 Wo.)DE | AT15 (14 Wo.)AT | CH1 Gold · (16 Wo.)CH | UK15 Silber · (7 Wo.)UK | US101 (10 Wo.)US | SE5 (14 Wo.)SE | Erstveröffentlichung: 15. Juni 1998 Verkäufe: + 553.271      |
| 2002 | Da Capo Polydor (UMG)                                                                               | DE48 (5 Wo.)DE | AT61 (2 Wo.)AT | CH23 (6 Wo.)CH | — | — | SE25 (4 Wo.)SE | Erstveröffentlichung: 30. September 2002                     |
| 2010 | The Golden Rat!o Polydor (UMG)                                                                      | DE20 (4 Wo.)DE | — | CH100 (1 Wo.)CH | — | — | — | Erstveröffentlichung: 24. September 2010                     |

## Auszeichnungen
- 1993: Schwedischer Grammi – Best Pop Group[19]
- 1993: Schwedischer Grammi – TV audience price[19]
- 1993: Bronze BRAVO Otto (Deutschland) – Best rock/pop Group[20]
- 1994: American Music Award – Favorite Band, Duo or Group – Pop/Rock
- 1994: American Music Award – Favorite New Artist – Pop/Rock
- 1994: Billboard Music Awards – No.1 Single
- 1994: Billboard Music Awards – Top New Artist
- 1994: Billboard Music Awards – Artist of The Year
- 1994: World Music Award – World’s Best-Selling Scandinavian Recording Artists of the Year
- 1994: Echo (Deutschland) – Group of the Year[21]
- 1995: Grammy Awards – New Artist (Nominierung)
- 1995: Grammy Awards – Best Pop Album (Nominierung)
- 1995: Grammy Awards – Pop Vocal Group (Nominierung)
- 1995: World Music Award – World’s Best-Selling Scandinavian Recording Artists of the Year
- 1996: World Music Award – World’s Best-Selling Scandinavian Recording Artists of the Year
- 1997: World Music Award – World’s Best-Selling Scandinavian Recording Artists of the Year
- 1999: RSH-Gold[22]
- 2007: BMI-Award für über 3 Millionen Verwendungen von The Sign im US-Fernsehen und -Radio[23]
- 2011: The Scandipop Award – Best Group Album[24]
- 2024:  Aufnahme in die Swedish Music Hall of Fame